# Diaphus burtoni
Diaphus burtoni är en fiskart som beskrevs av Fowler, 1934. Diaphus burtoni ingår i släktet Diaphus och familjen prickfiskar. Inga underarter finns listade i Catalogue of Life.